# Alfonso de Poitiers
Alfonso de Poitiers (Poissy, 1 de noviembre de 1220-Italia, 21 de agosto de 1271) fue un príncipe francés, hermano y mano derecha del rey Luis IX de Francia.

## Títulos nobiliarios
Hijo del rey Luis VIII de Francia y de Blanca de Castilla, su padre le entregó los títulos de conde de Poitiers, Saintonge y Auvernia que ostentaría desde 1241 hasta su muerte, y el de Tolosa, a partir de 1249.
De acuerdo con el Tratado de París, se casó en 1229 con Juana de Tolosa hija y heredera de Ramón VII conde de Tolosa. Tras el fallecimiento de este en 1249 Alfonso sumó este condado a sus otros títulos apareciendo en las crónicas de los condes tulusanos como Alfonso III.
Después de su muerte sus feudos fueron anexionados a las Tierras de la Corona de Francia. La parte de la Auvernia que poseía se llamó, desde ese momento: Tierra real de Auvernia y más tarde fue nombrada ducado de Auvernia, al que no hay que confundir con el Condado de Auvernia ni con el Delfinado de Auvernia. Las comarcas de Agenais y Saintonge pasaron a manos inglesas conforme al Tratado de París (1259).

## Vida

### Nombramiento
Recibió sus títulos y fue nombrado caballero en primavera de 1241, al cabo de una fiesta que el cronista Jean de Joinville describió como "sin igual" (Non Pareille).
A finales de ese mismo año tuvo que enfrentarse a la rebelión de un potentado vasallo poitevino Hugo X de Lusignan al que apoyaban Enrique III de Inglaterra, Hugo de Lusignan y el propio suegro de Alfonso: Ramón VII. Con la ayuda de su hermano Luis IX, Alfonso derrotó al ejército adversario en la Batalla de Taillebourg el 21 de julio de 1242.
Una vez restablecida la paz confiscó varios feudos de sus vasallos rebeldes y se dedicó a la administración de sus dominios, si bien el conde está bajo tutela hasta 1248, debiendo presentarse la cuentas del Poitou simultáneamente al rey y a Alfonso. Incrementó sus beneficios entre otras cosas a través de fuertes impuestos de sucesión (que reformaría en 1269) y debilitó a las grandes familias del condado incrementando el control sobre sus vasallos (declarando por ejemplo todos los castillos de sus dominios ocupables por los soldados condales en caso de peligro).

### Las cruzadas
Entre 1244 y 1247 se dedica a preparar la primera cruzada de San Luis, que parte finalmente en 1248 y con quien se reuniría en Egipto un año más tarde. 
Llega cuando los cruzados ya han conquistado Damieta y lidera los refuerzos compuestos por caballeros bretones (al mando de Pedro I de Bretaña) y de sus propios dominios (bajo órdenes de Hugo XI de Lusignan). Su llegada permite la ofensiva que se salda con la victoria en la Batalla de Mansourah. Posteriormente es hecho prisionero junto con sus hermanos, el rey San Luis y el príncipe Carlos de Anjou. Se le retendrá hasta el pago de un rescate y posteriormente regresaría a San Juan de Acre desde donde abandonaría Tierra Santa el 10 de agosto junto con el grueso de los cruzados.

### La herencia occitana
A su vuelta le espera la noticia de la muerte de su suegro Ramón VII de Toulouse, lo que le convierte en heredero del condado de Tolosa, las comarcas de Agen y Rouergue y parte de las de Albi y Quercy. Es 1249 y Alfonso es el noble más rico de Francia.
Lo primero que hace al tomar posesión de la misma es romper el testamento de su suegro, que había donado toda su fortuna a distintas instituciones monásticas. Alfonso no llegará a recuperar todas las joyas de los Saint-Gilles antes de regresar a la Isla de Francia desde donde administrará su patrimonio hasta el final de sus días.

### Regencia
Tras superar una oftalmia (invierno de 1251-1252) ayuda a Blanca de Castilla en la regencia del reino. Tras la muerte de esta el 26 de noviembre de 1252 la sucede definitivamente en el puesto de regente hasta el regreso de Luis IX (tras el cual conservaría aún una fuerte influencia en la corte).

### La última cruzada
Luis IX lanza un nuevo llamamiento a las cruzadas en 1267. Alfonso se encarga de organizar un nuevo ejército en la Torre del Temple y parte junto al rey en primavera de 1270. Desembarcados en Cartago el 15 de julio la cruzada resulta un fracaso, asediados por la caballería ligera sarracena y desprovistos de reservas de agua los cruzados se ven afectados por una epidemia de disentería que acaba con el propio rey el 25 de agosto.
Tras negociar con el emir de Túnez toda la cruzada reembarca en noviembre. Alfonso permanecerá varios meses en Sicilia, huésped de su hermano Carlos de Anjou. Parte finalmente de Mesina en junio de 1271, aún débil por la enfermedad moriría el 21 de agosto en Corneto (Toscana) según unas fuentes y en Saint-Pierre-d’Arena (cerca de Génova) según otras. Su mujer le seguiría 3 días más tarde terminando con el linaje de los condes de Toulouse.